# Pancreasul la păsări
Pancreasul produce suc pancreatic, care conține multe enzime și o soluție de bicarbonat, care neutralizează acizii. 

## Hormonii pancreatici
El de-asemenea eliberează mulți hormoni, care regulează nivelul zaharului în sânge.